# Générac (Żyronda)
Générac – miejscowość i gmina we Francji, w regionie Nowa Akwitania, w departamencie Żyronda.
Według danych na rok 1990 gminę zamieszkiwało 465 osób, a gęstość zaludnienia wynosiła 49 osób/km² (wśród 2290 gmin Akwitanii Générac plasuje się na 737. miejscu pod względem liczby ludności, natomiast pod względem powierzchni na miejscu 1100.).